# Pokupsko Vratečko
Pokupsko Vratečko is een plaats in de gemeente Lekenik in de Kroatische provincie Sisak-Moslavina. De plaats telt 44 inwoners (2001).